# Abraham Erasmus van Wyk
Abraham Erasmus van Wyk, également appelé Braam van Wyk, est un botaniste sud-africain né en 1952.

## Biographie
Abraham Erasmus van Wyk a étudié à l'université de Potchefstroom (Potchefstroomse Universiteit vir Christelike Hoër Onderwys (nl)) et à l'université de Pretoria.
En 1985, il a soutenu à l'université de Pretoria sa thèse intitulée Contributions towards a new classification of Eugenia L. (Myrtaceae) in southern Africa. Depuis 1977, il est rattaché au département de botanique de l'université de Pretoria. Il y est Professeur de taxonomie et de systématique. Il est également conservateur de l'herbier HGWJ Schweickerdt, qui dépend de l'université.
Van Wyk poursuit des recherches sur plusieurs familles de plantes, dont les Araceae, les Celastraceae, les Chenopodiaceae, les Icacinaceae, les Myrtaceae, les Rubiaceae et quelques familles de plantes endémiques d'Afrique du Sud. Il s'occupe notamment de morphologie, d'anatomie, de palynologie, de biologie du développement, de reproduction et de biogéographie. Il s'intéresse également à la flore sauvage du KwaZulu-Natal, du Pondoland, du Maputaland et du Nord-Est du Drakensberg.
Van Wyk dirige des étudiants travaillant à plusieurs projets de recherche, notamment des recensements ethnobotaniques des légumes traditionnels du Venda et des recherches sur le potentiel de la flore sud-africaine pour le développement de plantes d'ombre en horticulture.
Van Wyk a (co-)publié plus de soixante noms botaniques et il est le (co-)auteur de nombreux articles parus dans des revues scientifiques, ainsi que de nombreux livres concernant la flore sud-africaine.

## Sélection de publications
- Field Guide to the Wild Flowers of the Witwatersrand & Pretoria Region; B. Van Wyk & S. Malan; New Holland Publishers (1988):  (ISBN 0869778145)
- Field Guide to the Wild flowers of the Highveld; Braam van Wyk & Sasa Malan; Struik (1997);  (ISBN 9781868720583)
- A Photographic Guide to the Wild Flowers of South Africa; Braam Van Wyk; New Holland Publishers (2000);  (ISBN 1868723909)
- Photographic Guide to the Trees of Southern Africa; Braam van Wyk, Piet van Wyk & Ben-Erik van Wyk (nl); Briza (2000);  (ISBN 1875093249)
- Pocket List of Southern African Indigenous Trees; J. Von Breitenbach, B. De Winter, R. Poynton, E. Van de Berg & B. Van Wyk; Briza Publications (2001);  (ISBN 1875093265)
- Regions of Floristic Endemism in Southern Africa: A Review with Emphasis on Succulents; Abraham E. van Wyk & Gideon F. Smith; Umdaus Press (2001);  (ISBN 1919766189)
- How to Identify Trees in Southen Africa; Braam van Wyk & Piet van Wyk; Struik (2007);  (ISBN 9781770072404)